# Strumaria discifera
Strumaria discifera är en amaryllisväxtart som beskrevs av Hermann Wilhelm Rudolf Marloth och Deirdré Anne Snijman. Strumaria discifera ingår i släktet Strumaria och familjen amaryllisväxter.

## Underarter
Arten delas in i följande underarter:
- S. d. bulbifera
- S. d. discifera